# Mary Elizabeth Banning

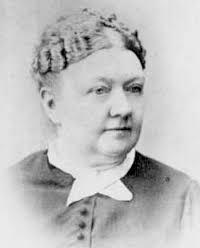
Mary Elizabeth Banning (1903)

Mary Elizabeth Banning (* 6. April 1822 in Talbot County, Maryland, Vereinigte Staaten; † 28. Februar 1903 in Baltimore, Vereinigte Staaten) war eine US-amerikanische Mykologin und Naturillustratorin. Sie war eine der ersten amerikanischen Mykologen und Spezialistinnen für die Erforschung von Pilzen. Sie war eine autodidaktische Wissenschaftlerin, die Mitte des 19. Jahrhunderts in Maryland Pilze erforschte und eine der ersten Frauen, die neue Pilzarten beschrieb. Sie verfasste Illustrationen, Notizen und Erzählungen über ihre Pilzbegegnungen.

## Leben und Werk

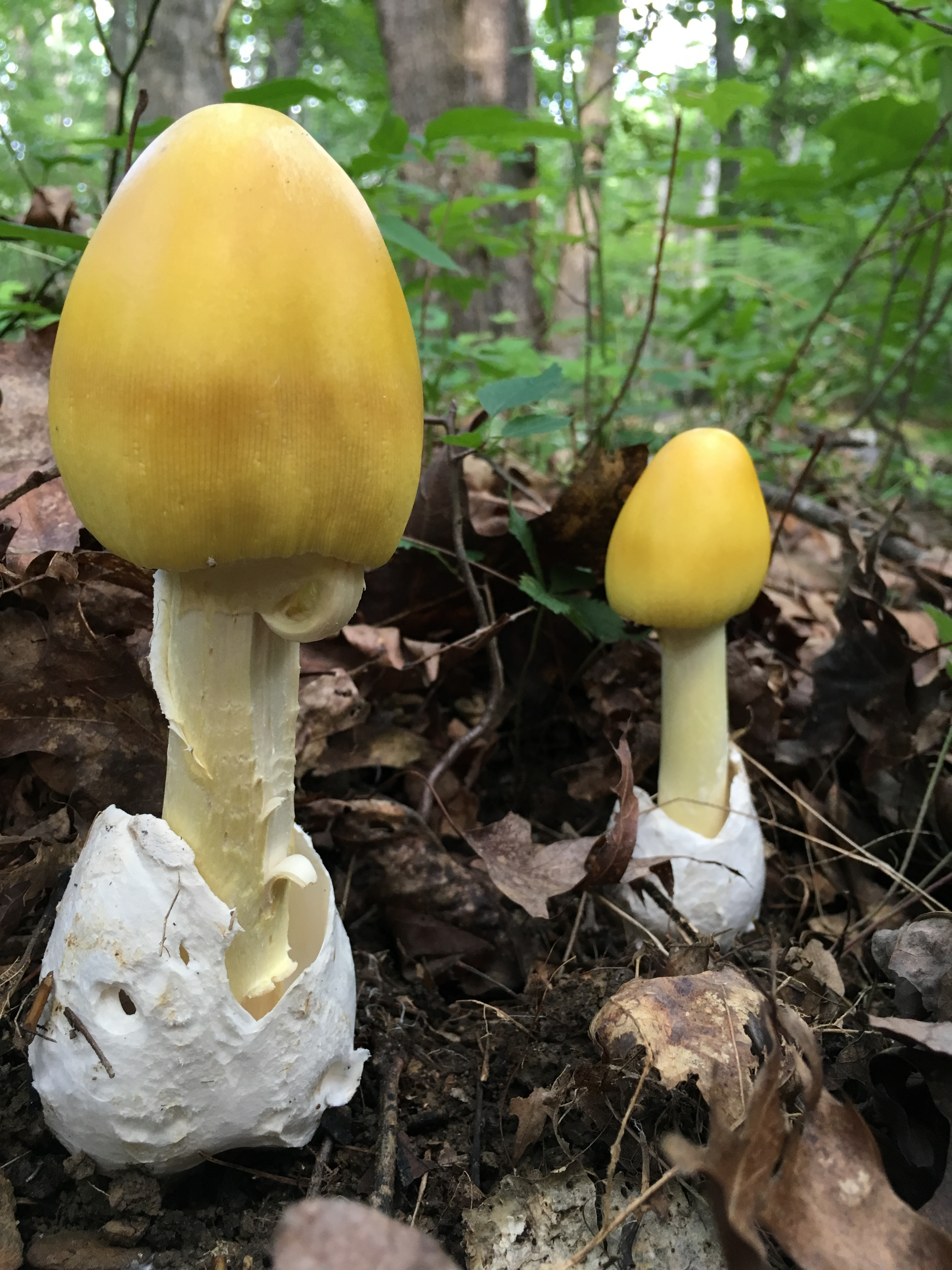
Amanita banningiana. Standort: Sherando Lake, Augusta Co., Virginia, USA

Banning war die Tochter von Robert Banning und seiner zweiten Frau Mary Macky und das jüngste der acht Kinder ihres Vaters. Als 1845 ihr Vater starb, wurde sie zur Ernährerin und Pflegerin ihrer Mutter und ihrer älteren Schwester Catherine. Die drei Frauen zogen in den 1860er Jahren nach Baltimore und Banning unterstützte sie als Lehrerin. Als Erwachsene war Banning die einzige Ernährerin ihrer Mutter und ihrer Halbschwester und verarmte im Laufe ihres Lebens zunehmend.
Sie sammelte in ganz Maryland Pilze, stellte eine wissenschaftliche Bibliothek zusammen, richtete ein privates Herbarium ein und führte ein illustriertes Buch über alle ihre Funde. 1868 begann sie ein Buch über die Pilze Marylands zu schreiben und zu illustrieren. Dieses Projekt dauerte mehr als zwanzig Jahre und führte zu einem Manuskript mit wissenschaftlichen Beschreibungen und Geschichten, begleitet von 174 detaillierten, 33 × 38 cm großen Aquarellen. Allein auf Tilghman Island im Talbot County entdeckte sie 23 neue Pilzarten.
1868 gab es keine Bücher über amerikanische Pilze. Bannings großes Interesse an diesem Thema führte sie zu Charles Horton Peck vom New York State Museum of Natural History, einem der führenden Mykologen Amerikas. Obwohl sie sich nie persönlich begegneten, wurde Peck Bannings Mentor bei der Pilzbestimmung durch einen dreißigjährigen Briefwechsel. Sie schickte ihm viele ihrer Exemplare und identifizierte mit ihm mehrere Pilzarten. Banning identifizierte alleine fünf neue Arten. Peck benannte eines der Exemplare, die Banning ihm zur Verfügung gestellt hatte, nach der Sammlerin Hypomyces banningiae. Pilze galten als geeignete Studienobjekte für Frauen. Die niederen Taxa bedeuteten geringeres Prestige und wurden daher oft den Frauen vorbehalten, da die Erforschung von Pilzen und anderen niederen Taxa (wie Flechten, Algen und Moosen) an den männlichen Hochschulen kein ernsthaftes Anliegen war.
Gegen Ende ihres Lebens, als ihr Vermögen fast vollständig aufgebraucht war, zog Banning in eine Pension in Winchester (Virginia) und schenkte das Manuskript dem New York State Museum zur sicheren Aufbewahrung. Ab 1890 machten es ihr nachlassende Sehkraft und Rheuma unmöglich, ihre Arbeit fortzusetzen.
Sie starb 1903 im Alter von 80 Jahren in Baltimore.
Dank ihrer Verbindung zu Peck konnten sowohl eine Sammlung ihrer Illustrationen als auch die Korrespondenz, die die Geschichte ihrer Arbeit detailliert beschreibt, im New York State Museum gerettet werden, wo ihre Entdeckung neunzig Jahre später zu einer öffentlichen Anerkennung und der Ehre führte, in die Maryland Women’s Hall of Fame aufgenommen zu werden.
Bannings Arbeiten wurden 1996 in der Ausstellung Where the Wild Things Are: The Nature of Maryland im Maryland Center for History and Culture und 2018 in The Women of Talbot County der Talbot Historical Society gezeigt. Im März 2025 wurde im New York State Museum in Albany die Ausstellung Fungi of Maryland eröffnet.

## Veröffentlichungen (Auswahl)
- Notes on Fungi. Botanical Gazette 5, No. 1, Januar 1880, S. 5–10.
- New Species of Fungi Found in Maryland. Agaricus (Tricholoma) cellaris. Botanical Gazette. 6 (1), 1881, S. 165–167. doi:10.1086/325440.
- Maryland Fungi. I. Botanical Gazette 6, No. 4, April 1881, S. 200–202.
- Maryland Fungi. II. Botanical Gazette 6, No. 5, Mai 1881, S. 210–215.
- Preservative for Fungi. Bulletin of the Torrey Botanical Club. 9 (12), 1882, S. 153.
- The Tuckahoe. Bulletin of the Torrey Botanical Club. 9 (10), 1882, S. 125–126. doi:10.2307/2476029.

## Auszeichnungen
- 1994: Aufnahme in die Maryland Women's Hall of Fame[12]